# 독수리와 여우

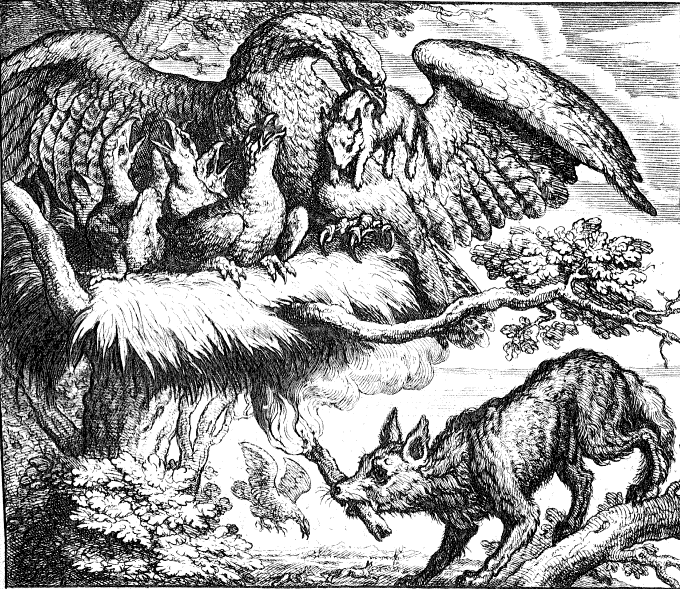
1687년 프랜시스 발로의 우화 삽화

독수리와 여우는 우정의 배신과 복수를 다루는 우화이다. 이솝 우화 중 하나이며, 페리 인덱스 1번이다. 이야기는 독수리가 여우의 새끼를 붙잡아 데리고 와 자신의 새끼들에게 먹이는 것을 중점으로 진행된다. 이야기에는 여러 가지 결말이 있는데, 그 중 하나는 여우가 보상을 받게 되고 해를 가한 독수리가 응당한 대가를 치르는 것이다.

## 우화의 여러 결말
파이드로스의 라틴어 우화에서는 권력자가 자신이 해를 끼치는 겸손한 사람의 복수를 두려워해야 한다는 서술로 시작한다. 그의 이야기에서 어미 여우는 제단에서 불타는 나뭇가지를 꺼내 자신의 새끼를 훔쳐간 독수리가 둥지를 틀고 있는 나무를 불태우겠다고 위협한다. 새끼의 안전을 두려워 한 독수리는 여우의 새끼를 돌려준다. 이러한 결말은 이솝 우화의 초기 영어 모음집을 비롯하여 윌리엄 캑스턴, 프랜시스 발로, 새뮤얼 크록설의 판본에도 실려있다. 마리 드 프랑스의 12세기 앵글로노르만 기록에도 이 이야기가 쓰였으며, 여우가 처음에 나무 주위에 장작을 묶었다는 자세한 이야기를 덧붙였다. 그는 이 이야기를 통해 독단적인 힘을 휘두르는 사람에게 호소하는 것이 무용함을 강조하며, 다음과 같이 평하였다. "자만하는 부유한 자는 가난한 자의 강력한 항의에 결코 자비를 베풀지 않지만, 가난한 자가 그에게 복수를 할 수 있다면, 부유한 자가 절을 하는 모습을 볼 수 있을 것이다."
또 다른 판본에서는 독수리와 여우가 친구이며 서로 가까이 살기로 정한다. 독수리가 여우의 새끼를 훔쳐 자신의 새끼들에게 먹이로 주면서 우정을 배신하고 여우는 복수를 다짐한다. 독수리가 불타는 숯이 붙은 제단에서 고기를 가져와 둥지에 불이 붙게 되고, 불에 탄 새끼들은 나무 기슭으로 추락하여 여우에게 잡아먹힌다. 이솝 이전에 나온 아르킬로코스(기원전 650년 경)의 이 판본에서는 두 동물 사이의 우정이 어떻게 배반되고 여우가 제우스에게 호소하는 지를 다루고 있다. 그러나 아리스토파네스 시대에는 두 동물 간의 나쁜 동맹 이야기가 이솝의 판본에 기인한다.
르네상스 시대에 이 우화는 히에로니무스 오시우스와 가브리엘 파에르노의 라틴 시 주제가 되었다. 질 코로제의 현대적 Fables d' Esope(1547년)와 샤를 페로의 Fables(1697년)에서는 여우 스스로 나무에 불을 지르고 불타서 떨어진 독수리 새끼들을 잡아먹는다. 페로는 "배신자에 의한 부당함보다 더 큰 고통은 없다"라고 결론을 지었으며, 피터르 드 라 코트의 Sinryke Fabulen(1685년)에서는 "적보다 친구를 위한 사냥개가 더 낫다"(beeter en hond ten vriende als ten vyande)라고 적었다. 이 화제의 "해설"이 있는 네덜란드어 작품은 1703년 Fables Moral and Political이라는 제목으로 영어판이 번역되었다. 이보다 10년 전, 로저 레스트레인지도 우화를 기록하며 여우의 기도를 염두에 두고 "신은 신앙이 없고 억압적인 통치자에 대한 처벌과 자신의 예배와 제단의 정당성을 스스로에게 남기신다."라는 교훈을 적었다.
신티파스가 9세기에 시리아어로 번역한 판본에는 독수리가 훔친 제단의 고기가 너무 뜨거워 이것을 삼킨 독수리 새끼들이 질식하여 죽게 되면서 여우의 복수 기도가 응답하게 된다.

## 토끼와 독수리
라우렌티우스 아브스테미우스의 원작 우화는 "독수리와 여우"와 또 다른 이솝 우화 "독수리와 딱정벌레" 이야기 간의 연관성을 보여준다. 아브스테미우스 이야기에서 독수리는 어미 토끼가 자비를 간청함에도 땅에 묶인 생물이 자신에게 해를 끼치지 못할 것이라 생각하여 어린 토끼를 붙잡아 조각조각 찢어 자신의 새끼에게 먹인다. 어미 토끼는 독수리가 둥지를 튼 나무 밑에 묻히고, 나무가 바람에 쓰러지자 독수리 새끼들이 뭍의 짐승들에게 잡아 먹힌다. 아브스테미우스는 "이 우화는 자신의 힘을 믿는 그 누구도 자신보다 약한 사람을 경멸해서는 안된다는 것을 보여준다. 때로는 힘이 약한 사람들이 강한 사람이 저지른 잘못에 대한 복수를 할 수 있기 때문이다."라고 평하였다.
도덕과 자비의 거만한 거절은 "딱정벌레와 독수리" 이야기와 공통점이 있는 반면, 하늘을 날 수 없어 복수하지 않을 것이라 여긴 동물에게 새끼가 해를 입는 것은 "독수리와 여우" 우화와 주제가 연결되어 있다. 이 이야기는 영어 판본에서는 드물다. 로저 레스트레인지는 그의 모음집에 아브스테미우스를 저자로 언급하고 이 이야기를 실었는데, 나무를 훼손하기 위해 토끼굴을 팠다는 변형을 가미하였다. 빅토리아 시대 초기에 이 판본은 Fables : Original and Selected(1839년 런던)라는 모음집에서 저자 표시 없이 다시 실렸다.